# 손노반
손노반(孫魯班, ? ~ ?)은 삼국 시대 오나라 황실의 공주이다. 자는 대호(大虎), 아버지는 손권, 어머니는 보연사, 형제는 손화 외 다수이고, 남편은 전종, 아들은 전역, 전오(全呉) 등이 있다.

## 생애
주유의 아들 주순에게 시집갔지만 주순이 요절하고 전종과 재혼해 전공주(全公主)라고 불리게 되었다.
어머니 사후, 손화가 황태자로 세워져 손화의 어머니인 왕부인이 황후 후보가 되자 아버지 손권에게 참언하여 철회시켰다. 그것이 원인으로 손화가 자신을 원망하는 듯 하자 그의 실각을 획책하였다.
이궁의 변 당시 손노반은 손패파에 가담하였다. 적오 13년(250년), 손권이 손화를 폐하고 손패를 자살케 한 뒤 손량을 태자로 세웠다. 다시 병상에 누운 손권이 손화의 무죄를 깨닫고 소환하려 했으나 손노반이 강력히 반대하여 소환하지 않았다. 손패 사후 손권의 총애를 받게 된 막내동생 손량에게 접근하여 남편의 종형인 전상의 딸을 권했다. 또한 손량이 즉위한 뒤에는 그녀를 전황후로 세웠다.
그 이후 손노반은 실권을 쥐게 된 손준과 간통하였으며, 손화를 자살로 몰아넣었다. 오봉 원년(254년), 손영과 손의 등이 손준 암살 계획을 세웠으나 모두 실패했다. 이듬해인 오봉 2년(255년), 손노반은 손노육이 손화의 폐위에 반대했던 것을 기억하고 손준에게 “노육도 암살 계획에 가담한 것 같다”고 무고하여 친여동생인 손노육을 죽였다. 손준이 죽은 뒤 손노육의 죽음의 진상을 안 손량에게 추궁당하자 노육과 주거의 아들이자 자신의 조카인 주웅, 주손도 쿠데타 주모자 중 한명이라고 모함하여 처형시켰다.
태평 3년(258년), 손량이 전횡이 심해진 손침을 제거하려다 실패하자 손노반은 그에 연좌되어 예장(豫章)군으로 귀양 갔다.

## 같이 보기
- 삼국지 인물 목록

## 참고 자료
- 陳寿 『正史 三国志 呉書I』 裴松之注、小南一郎訳、ちくま学芸文庫 ISBN 4-480-08046-5
- 陳寿 『正史 三国志 呉書II』 裴松之注、小南一郎訳、ちくま学芸文庫 ISBN 4-480-08088-0
- 陳寿 『正史 三国志 呉書III』 裴松之注、小南一郎訳、ちくま学芸文庫 ISBN 4-480-08089-9